# José Manuel Coelho Ribeiro
José Manuel Coelho Ribeiro (Lisboa, 23 de Dezembro de 1930 - Lisboa, 3 de Março de 2004) foi um advogado e professor português. Foi Bastonário da Ordem dos Advogados entre 1981 e 1983 e presidente da RTP durante quatro anos, entre 1986 e 1990.
Licenciou-se em Direito pela Universidade de Lisboa em 17 de Outubro de 1959.
Foi um dos juristas que criaram a Associação Portuguesa de Direito Europeu, da qual foi o primeiro presidente do Conselho Directivo, e foi Advogado Europeu em 1993. Entre outras funções, presidiu ao CCBE (Conselho das Ordens dos Advogados da Comunidade Europeia) em 1992, foi membro do Conselho Superior do Ministério Publico entre 1986 e 1997 e docente, como professor associado convidado, na Faculdade de Economia da Universidade Nova de Lisboa.